# José Rollin de la Torre-Bueno
José Rollin de la Torre-Bueno (ur. 6 października 1871 w Limie, zm. 3 maja 1948) – amerykański entomolog peruwieńskiego pochodzenia, specjalizujący się w hemipterologii.
Torre-Bueno urodził się w 1871 roku w Limie w Peru. W wieku nastoletnim przeprowadził się z rodziną do Stanów Zjednoczonych. Studiował na Columbia University. Pracował w General Chemical Company. Zmarł w 1948 roku w Tucson w stanie Arizona. Jego publikacje dotyczyły głównie pluskwiaków różnoskrzydłych. W 1937 roku opublikował trzyczęściową Synopsis of the North American Hemiptera-Heteroptera. Najbardziej znanym jego dziełem jest bazujący na pracy Johna Bernhardta Smitha z 1906 roku słownik Glossary of Entomology. Publikował liczne jego wydania, pierwsze z nich ukazało się w 1937 roku. Był członkiem Brooklyn Entomological Society oraz redaktorem licznych czasopism, w tym przez trzy dekady redaktorem Bulletin of the Brooklyn Entomological Society. Jego zbiory zdeponowane są na University of Kansas.